# Villers-Hélon
Villers-Hélon ist eine französische Gemeinde mit 194 Einwohnern (Stand: 1. Januar 2022) im Département Aisne in der Region Hauts-de-France (frühere Region: Picardie). Sie gehört zum Arrondissement Soissons und zum Kanton Villers-Cotterêts.

## Geographie
Die Gemeinde Villers-Hélon mit dem Ortsteil La Tuilerie liegt rund 13 Kilometer südlich von Soissons am Flüsschen Savières, das in den Ourcq mündet. Nachbargemeinden von Villers-Hélon sind Vierzy im Norden, Saint-Rémy-Blanzy im Osten, Louâtre im Südwesten sowie Longpont im Nordwesten.

## Bevölkerungsentwicklung
| Jahr                       | 1962 | 1968 | 1975 | 1982 | 1990 | 1999 | 2009 | 2015 | 2022 |
| Einwohner                  | 229  | 175  | 146  | 148  | 173  | 188  | 221  | 223  | 194  |
| Quellen: Cassini und INSEE |      |      |      |      |      |      |      |      |      |

## Sehenswürdigkeiten
- auf das 12. Jahrhundert zurückgehende, im Ersten Weltkrieg beschädigte Kirche Saint-Martin, 1921 als Monument historique klassifiziert (Base Mérimée PA00115988)
- Schloss aus dem 15. bis 18. Jahrhundert, 1995 als Monument historique eingetragen (Base Mérimée PA00135572)

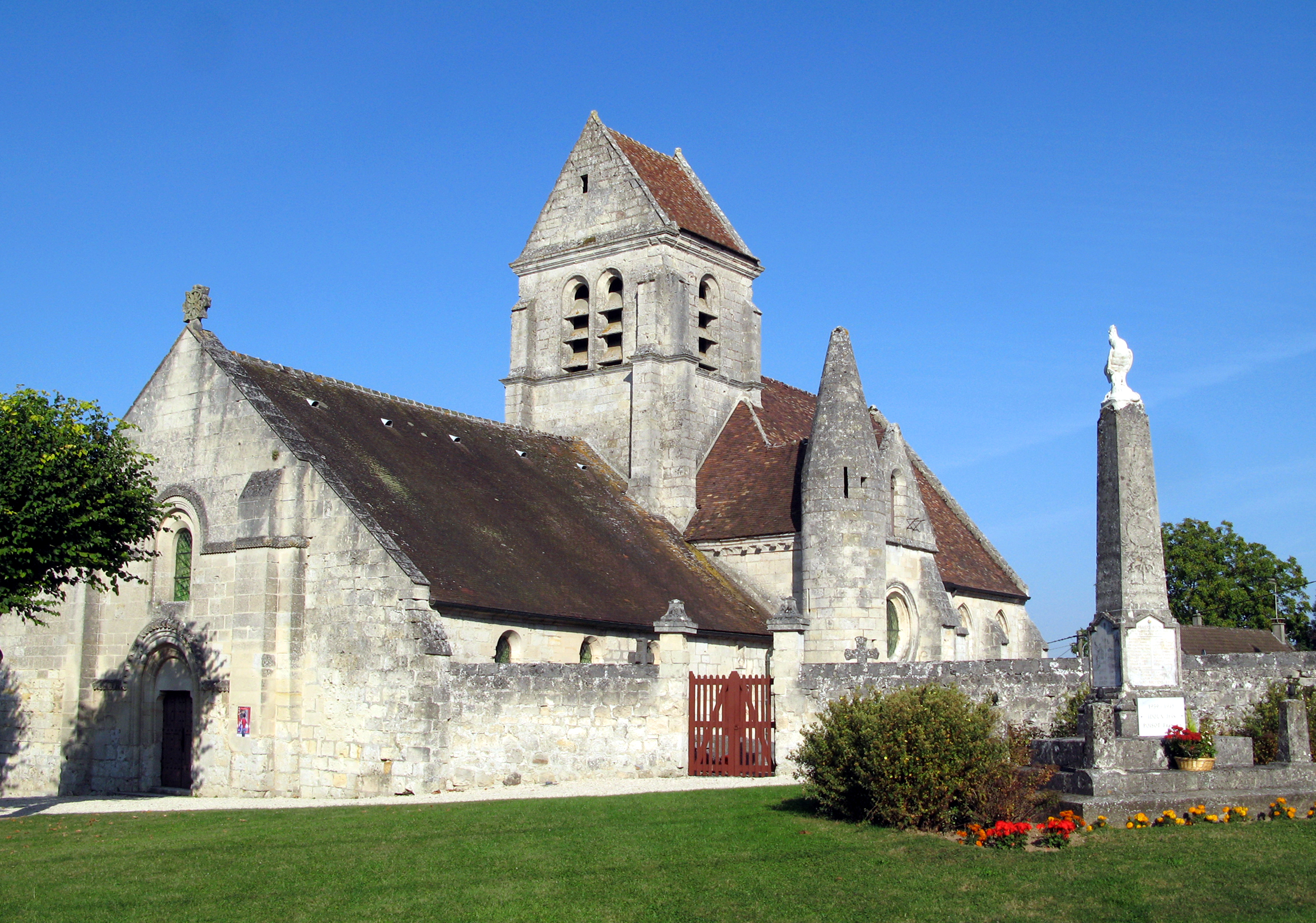
Kirche und Kriegerdenkmal